# Jonathan Larson
Jonathan David Larson, född 4 februari 1960 i White Plains, New York, död 25 januari 1996 på Manhattan i New York, var en amerikansk kompositör och dramatiker. Han är känd för att ha skrivit musikalerna Rent och Tick, Tick... Boom!.

## Verk
Musikalen Tick, Tick... Boom! var en autobiografisk monolog först skrivet och spelad och uppförd av Larson själv. Efter Larsons död 1996 omarbetades musikalen av David Auburn till en musikal för tre skådespelare. Den hade Off-Broadway-premiär 23 maj 2001.
Larson skrev musikalen Rent tillsammans med Billy Aronson, som hade ursprungsidén. Den hade Off-Broadway-premiär 1996. Larson fick aldrig se Rent spelas, då han dog en dag före premiären. 
Larson tilldelades postumt Pulitzerpriset i dramatik för Rent. Musikalen vann även Tony Award för bästa musikal, bästa musikalmanus och bästa musik.

## Eftermäle
Både Rent och Tick, Tick... Boom! har senare filmatiserats. Rent kom ut 2005 och regisserades av Chris Columbus. Filmversionen av Tick, Tick... Boom! kom ut 2021 och regisserades av Lin-Manuel Miranda. Jonathan Larson spelas där av Andrew Garfield.